# Krishanti Kumaraswamy
Krishanti Kumaraswamy கிருஷாந்தி குமாரசுவாமி in Tamil (Jaffna, 1977 – 7 agosto 1996) fu una studentessa cingalese violentata e uccisa il 7 agosto 1996 da sei soldati dell'esercito governativo dello Sri Lanka. Il suo fu un caso esemplare delle violenze commesse dall'esercito nel corso della guerra civile cingalese.

## Omicidio
Il 7 agosto Krishanthy Kumaraswamy sparì tornando a casa dopo aver sostenuto l'esame per ottenere il GCE Advanced Level, un titolo equivalente alla licenza liceale. Presso la scuola femminile di Chundikuli. Kumaraswamy fu vista viva per l'ultima volta alle undici e mezza del mattino presso il posto di blocco militare di Kaithady nel Jaffna.
La madre Rassammah, il fratello Pranavan (di 16 anni) e l'amico di famiglia Kirupakaran (di 35 anni) si misero a cercarla e furono assassinati.
Quarantacinque giorni dopo i corpi delle quattro vittime furono rinvenuti in delle sepolture poco profonde nei pressi della base militare. Il collo della madre era stretto da una corda, così come anche il signor Kirupakaran presentava segni di strangolamento. I corpi di Krishanthy e del fratello Pranavan erano stati fatti a pezzi e avvolti con poca cura in dei pezzi di tessuto nero.
Le indagini successive accertarono che Kumaraswamy era stata portata via da cinque soldati e che altri sei l'avevano stuprata presso il checkpoint.

## Indagini governative
Amnesty International e altre organizzazioni per i diritti umani come Women for Peace lanciarono una campagna per spingere il governo cingalese a perseguire i soldati. I sei direttamente coinvolti furono processati e condannati a morte, durante il processo uno degli accusati rivelò l'esistenza di sepolture di massa a Chemmani nelle quali furono rinvenuti 15 cadaveri.
Secondo fonti vicine alle Tigri Tamil un attivista locale che si era impegnato nella pubblicizzazione del caso è stato ucciso da un ignoto cecchino il primo febbraio del 2007.